# Onthophagus fulvus
Onthophagus fulvus är en skalbaggsart som beskrevs av Sharp 1875. Onthophagus fulvus ingår i släktet Onthophagus och familjen bladhorningar. Inga underarter finns listade i Catalogue of Life.